# Seti (strefa)
Seti (nep. सेती अञ्चल) – jedna ze stref w regionie Sudur-Paśćimańćal, w Nepalu. Stolicą tej strefy jest miasto Dipayal Silgadhi.
Seti dzieli się na 5 dystrykty:
- Dystrykt Achham (Mangalsen),
- Dystrykt Bajhang (Chainpur),
- Dystrykt Bajura (Martadi),
- Dystrykt Doti (Dipayal),
- Dystrykt Kailali (Dhangadhi).